# Marie Laurencin

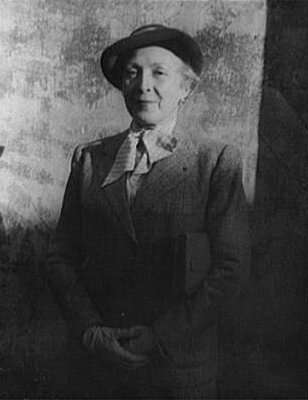
Marie Laurencin, 1949 (Fotografie Carl Van Vechten)

Marie Laurencin (* 31. Oktober 1883 oder 1885 in Paris; † 8. Juni 1956 ebenda) war eine französische Lyrikerin und Malerin. Laurencin war bekannt als Muse des Dichters Guillaume Apollinaire.

## Leben

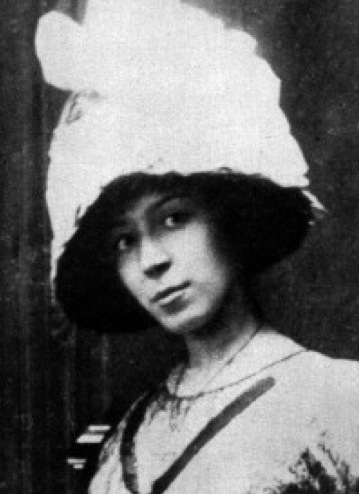
Marie Laurencin, um 1912

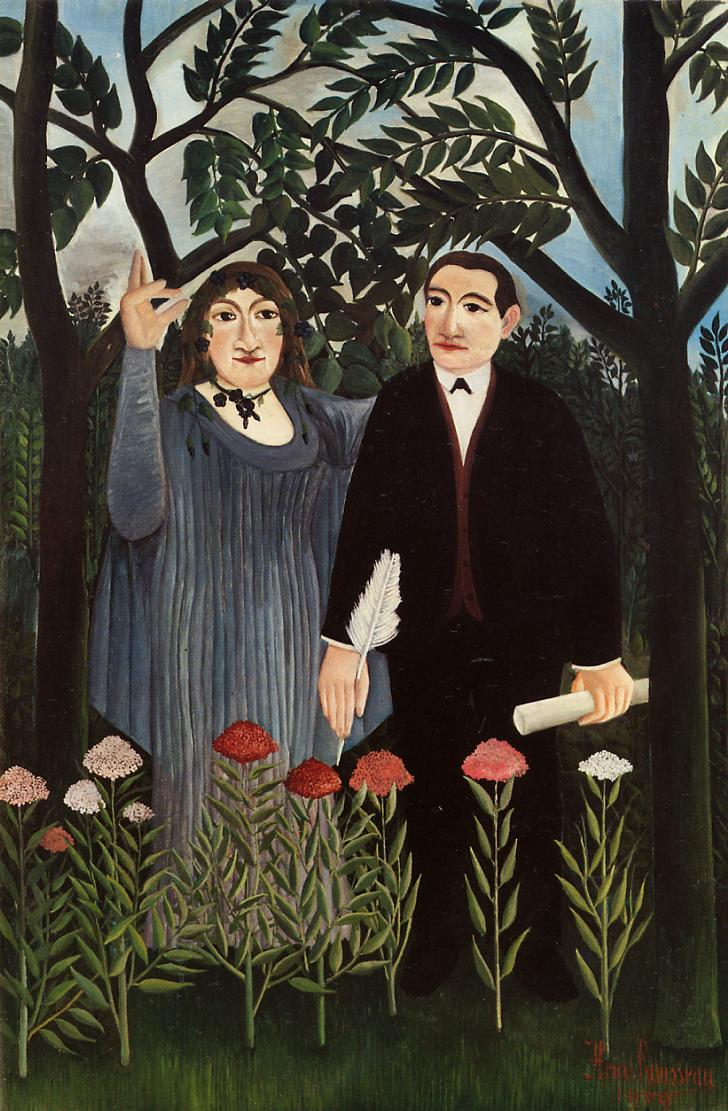
Henri Rousseau: La Muse inspirant le poète, 1909. (Ein Porträt Apollinaires und Marie Laurencins)

Marie Laurencin wurde als uneheliches Kind geboren; ihre Mutter war Mélanie-Pauline Laurencin, ihr Vater Alfred-Stanislas Toulet, ein Steuerrevisor, zu dem sie wenig Kontakt hatte. Bereits mit 18 Jahren wurde sie von ihrer Mutter nach Sèvres geschickt, um in der dortigen Manufaktur die Kunst der Porzellanmalerei zu erlernen. Ihre weitere Ausbildung erfolgte in Paris am Lycee Lamartine. Zu ihren frühen Förderern gehörten ihre Mutter und ihr Zeichenlehrer, die sie in ihren nächtlichen künstlerischen Studien und dem Vorhaben, Malerin zu werden, unterstützten, bis sie schließlich Aufnahme an der Académie Humbert in Paris fand. Hier traf sie auf Georges Braque und machte durch ihn die Bekanntschaft mit Picasso und Guillaume Apollinaire. Diese wurden zu ihren weiteren Förderern, und schon bald wurde sie in kunsttheoretische Diskussionen eingebunden, die später zum Kubismus führten. 1905 veröffentlichte Laurencin eine Reihe von lyrischen Werken unter dem Pseudonym Louise Lalanne.
Laurencin war mit ihrer Mutter eng befreundet:

“Marie and her mother acted toward each other exactly as a young nun with an older one”

„Marie und ihre Mutter verhielten sich zueinander genauso wie eine junge Nonne zu einer älteren“

Ende 1906 lernte sie den Kunstsammler und Lebemann Henri-Pierre Roché kennen, der sie seinem Freund, dem deutschen Schriftsteller Franz Hessel, vorstellte. Es ergab sich eine kurzzeitige Dreiecksbeziehung.
Im folgenden Jahr 1907 begann die Liebesbeziehung zwischen Laurencin und Apollinaire, den sie während einer Ausstellung ihrer Bilder bei Clovis Sagot kennengelernt hatte. Im selben Jahr hatte sie ihre erste Ausstellung im Salon des Indépendants. Ihre erste Einzelausstellung fand 1908 in der Galerie von Berthe Weill statt. Im selben Jahr begleitete sie Apollinaire zu dem von Picasso ausgerichteten „Bankett für Rousseau“ im Bateau-Lavoir. Das Bild, das Henri Rousseau von beiden malte, entstand im Jahr darauf. 1912 hatte sie eine Ausstellung in der Galerie Barbazanges zusammen mit Robert Delaunay, sowie 1913 auf der Armory Show in New York. Die Beziehung zu Apollinaire endete nach dem Tod der Mutter im Jahr 1913. Sie blieben jedoch bis zu seinem Tod, der sie in Verzweiflung stürzte, – er erlag der Spanischen Grippe im November 1918 – in Verbindung. Ebenfalls 1913 schloss sie einen Vertrag mit dem bekannten Kunsthändler Paul Rosenberg, der sie bis zum Jahr 1940 vertrat. Im selben Jahr erschienen Apollinaires Gedichtband Alcools, in dem sich mehrere Gedichte auf sie beziehen, sowie Les Peintres Cubistes, in dem sie vertreten war.
Die Kunstsammlerin Gertrude Stein kaufte das erste Bild aus der Serie Apollinaire et ses amis aus dem Jahr 1908. Es zeigt Picasso, Laurencin, Apollinaire, Fernande Olivier und Picassos Hund Fricka (heute im Baltimore Museum of Art). Dieser Kauf machte Laurencin in der Avantgarde bekannt. Jean Cocteau formulierte freundschaftlich: „Arme Hindin, zwischen den Fauves und den Kubisten gefangen“, und Rodin bezeichnete sie als „Fauvette“. Stein vermerkte später in ihrer Autobiografie über Laurencin:

“Everybody called Gertrude Stein Gertrude, or at most Mademoiselle Gertrude, everybody called Picasso Pablo and Fernande Fernande and everybody called Guillaume Apollinaire Guillaume and Max Jacob Max but everybody called Marie Laurencin Marie Laurencin”

„Jeder nannte Gertrude Stein Gertrude, oder zumeist Fräulein Gertrude, jeder nannte Picasso Pablo und Fernande Fernande und jeder nannte Guillaume Apollinaire Guillaume und Max Jacob Max aber jeder nannte Marie Laurencin Marie Laurencin“

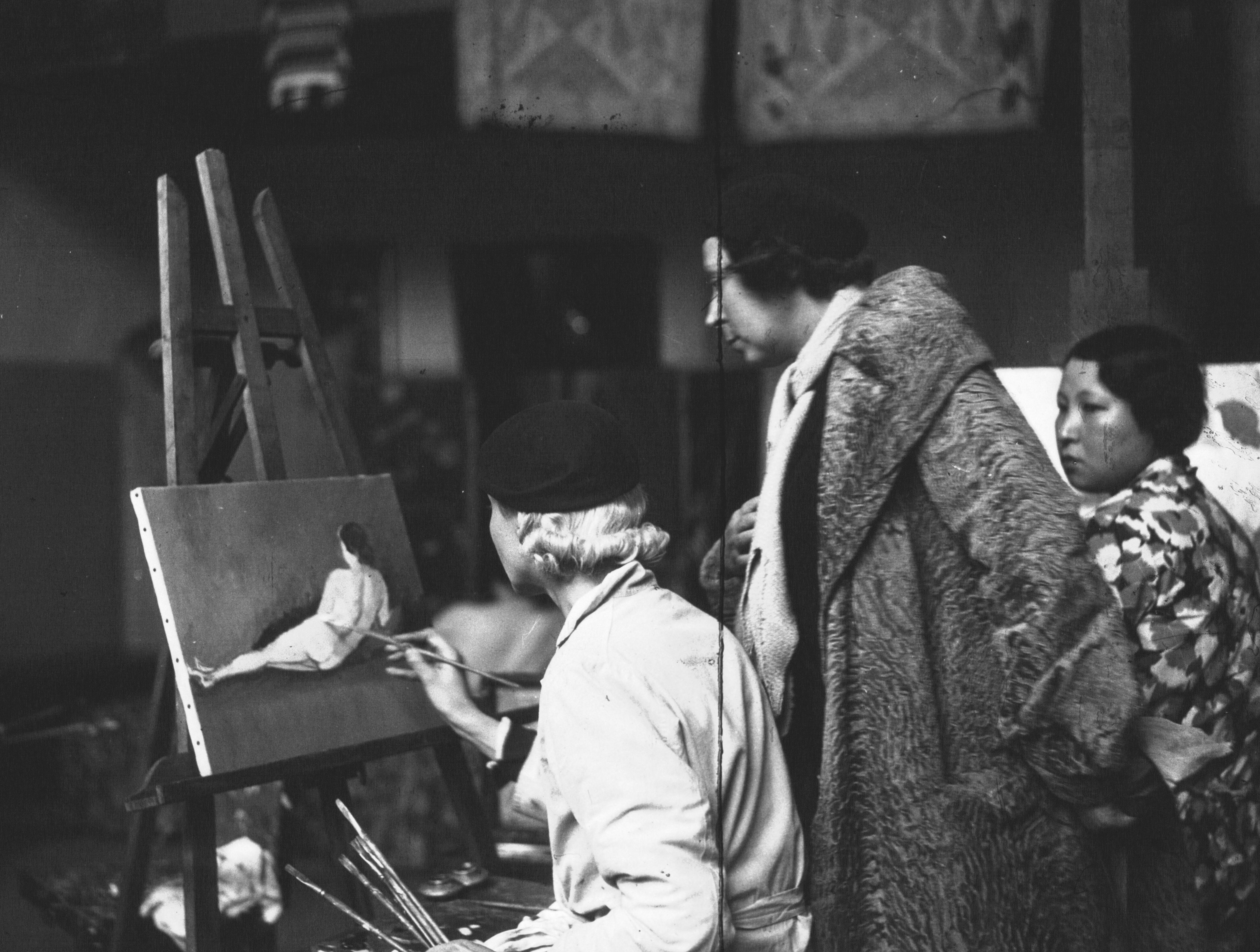
Marie Laurencin und Schülerinnen, 1932

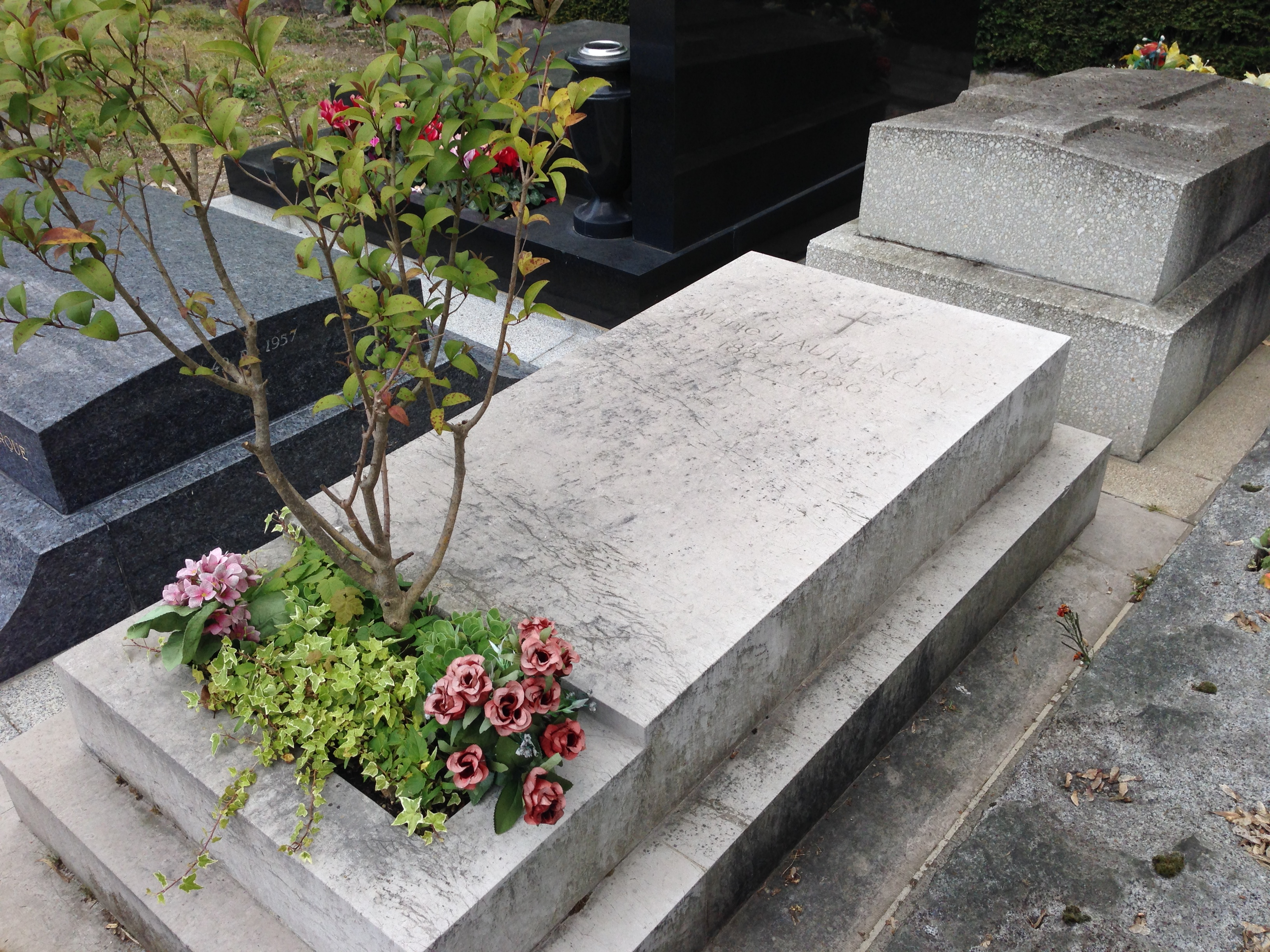
Das Grab Laurencins auf dem Friedhof Père-Lachaise

1912 machte Laurencin die Bekanntschaft des deutschen Schriftstellers Hanns Heinz Ewers, der ihr im selben Jahr sein Stück Das Wundermädchen von Berlin (La Jeune fille miraculeuse de Berlin), ein Revolutionsdrama aus dem Jahr 1848, widmete. Mit ihm hatte sie eine Beziehung, die bis 1920 andauerte. Im Herbst 1913 lernte sie den deutschen Maler Otto von Wätjen kennen, der Stammgast im Café du Dôme war. Am 22. Juni 1914 heiratete das Paar in Paris und Laurencin wurde deutsche Staatsangehörige. Um einer Ausweisung zuvorzukommen, zogen beide zu Beginn des Ersten Weltkriegs nach Spanien, wo Laurencin in Andalusien im Sommer 1915 und im Sommer 1916 mit Ewers zusammentraf. Zwischen Januar und März 1917 gab sie zusammen mit Francis Picabia, Albert Gleizes und Arthur Cravan die dadaistische Zeitschrift 391 heraus, in der ihre Gedichtsammlung Le petit Bestiaire veröffentlicht wurde. 1918 zog das Ehepaar nach Düsseldorf. 1921 ließ Laurencin sich scheiden und kehrte nach Paris zurück. Am 18. April 1922 wurde ihr die französische Staatsbürgerschaft wieder zuerkannt.
Ab 1924 beschäftigte sich die Künstlerin mit Bühnenbildentwürfen. In dieser Zeit entstanden beispielsweise eine Bühnendekoration zu Djagilews Ballett Les Biches, aufgeführt von den Ballets Russes, oder 1928 ein Bühnenbild für die Comédie-Française. Außerdem veröffentlichte sie einige Buchillustrationen, unter anderen zu Lewis Carrolls Kinderbuch Alice im Wunderland. Von 1932 bis 1935 gab sie Unterricht an der Kunstakademie Villa Malakoff im 16. Arrondissement von Paris. Am 31. Juli 1935 wurde ihr das Band der Légion d’honneur verliehen. 1942 erschien ihr Memoiren- und Gedichtband Le Carnet des nuits.
Marie Laurencin starb in der Nacht zum 8. Juni 1956 an Herzversagen. Wunschgemäß wurde sie in einem weißen Kleid bestattet, in der einen Hand hielt sie eine Rose, und Liebesbriefe Apollinaires bedeckten ihr Herz. Ihre Grabstätte liegt auf dem Pariser Friedhof Père-Lachaise. Der Nachlass ging zum Teil an Suzanne Moreau-Laurencin, die 1925 als Dienstmädchen eingestellt worden war und die sie 1954 adoptiert hatte, zum größeren Teil an die Stiftung der Waisen von Auteuil.

## Werk
Trotz der langen Zeit, die Laurencin mit den kubistischen Künstlern geteilt hatte, entwickelte sie ihren eigenen Stil, der frei von den kunsttheoretischen Überlegungen des Kubismus blieb. Sie beschäftigte sich in ihren Bildern auf luftige und fast blasse Art mit lyrischen Motiven wie zum Beispiel grazilen jungen Mädchen, umsäumt von Blumen oder begleitet von Katzen und Hunden. Laurencin ist bekannt für die zarte Abstufung ihrer pastellartigen Farbauswahl. Hierfür verwendete sie eine einfache Palette von Farben, die nur Schwarz, Weiß, Kobaltblau, Ocker und smaragdgrünes Grün enthielt. Meist bediente sie sich der Aquarell- oder Pastellfarbe.

## Rezeption
In Deutschland wurde Laurencin insbesondere durch den Galeristen Alfred Flechtheim und Schriftsteller Hermann von Wedderkop bekannt, der 1921 in der Reihe Junge Kunst (Band 22) ein Porträt von ihr verfasste.
In Heimito von Doderers Roman Ein Mord, den jeder begeht (1938) heißt es in Kapitel 16: „Irgendwer hatte Conrad einmal Frauenbildnisse der Pariser Malerin Marie Laurencin gezeigt: hier saß eines lebend: eine junge reizende Frau, als alte Dame verkleidet. Leicht in die Welt gelehnt, unbestimmt und unerforschlich, gemalt in Pastell. Und Conrad nannte Frau Manon Veik von da ab bei sich Madame Laurencin.“
Im Jahr 1975 bezog sich der Sänger Joe Dassin in seinem Chanson L’Été Indien auf Marie Laurencins Werk:

« […] avec ta robe longue tu ressemblais à une aquarelle de Marie Laurencin »

„[…] mit deiner langen Robe sahst du aus wie ein Aquarell von Marie Laurencin“

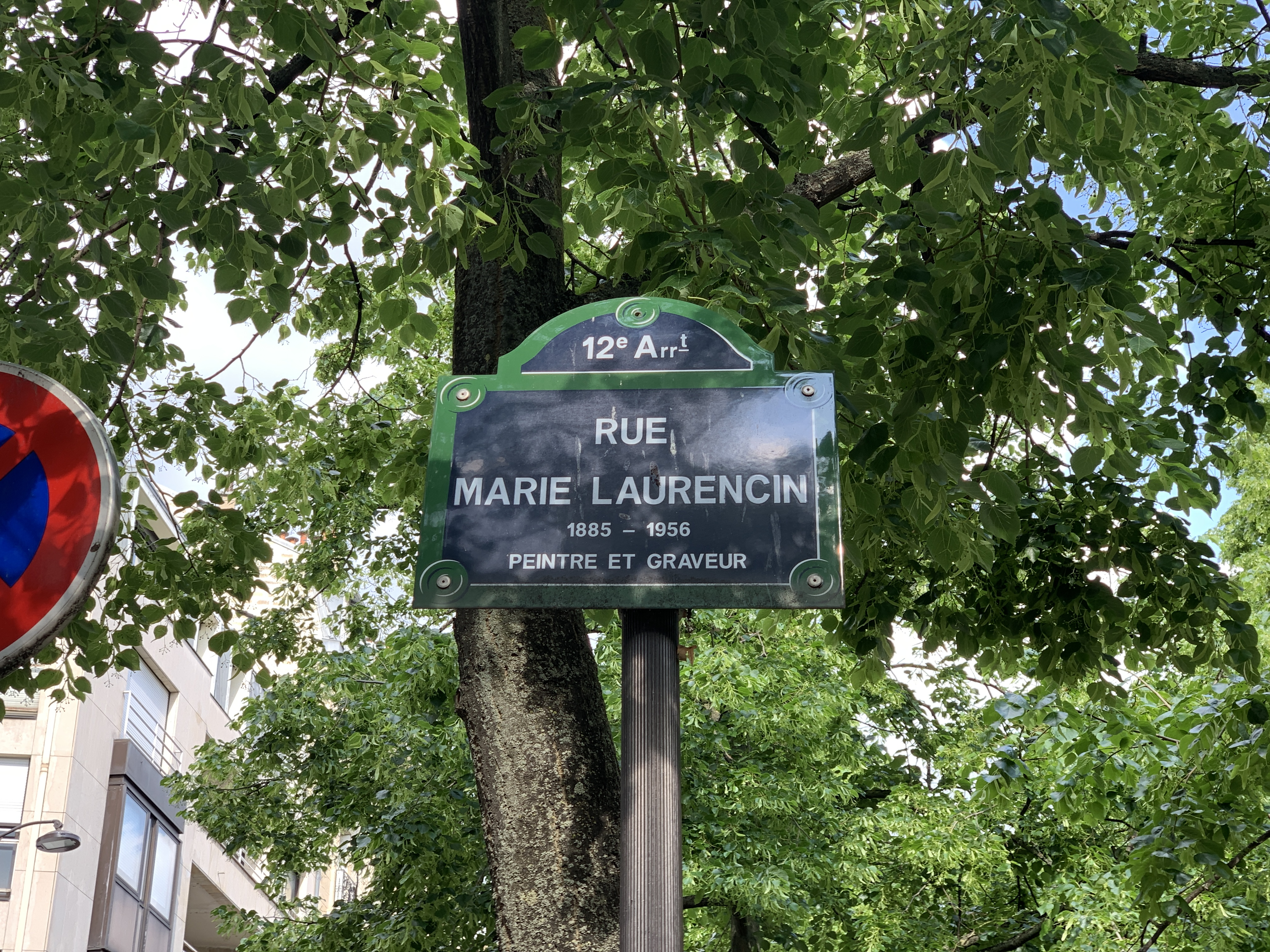
Rue Marie Laurencin in Paris

In Paris wurde eine Straße nach ihr benannt, die Rue Marie Laurencin.
Zum 100. Geburtstag von Marie Laurencin im Jahr 1983 eröffnete das Musée Marie Laurencin in Nagano, Japan. 100 Werke entstammten bei der Gründung der Sammlung ihres Direktors Masahiro Takano. Das Museum wurde Ende September 2011 geschlossen und wurde im Juli 2017 in Tokio neu eröffnet. Gegenwärtig umfasst es mehr als 600 Exponate der Künstlerin. Ein Gemälde der Sammlung, das den Kunsthändler Alfred Flechtheim darstellt, soll sich als Fälschung aus dem Umkreis der Sammlung Jägers herausgestellt haben.

## Werke (Auswahl)
- 1904: Chanson de Bilitis, Grafik
- 1908: Apollinaire et ses amis, Baltimore Museum of Art, Baltimore, 1. Fassung
- 1909: Apollinaire et ses amis, Centre Georges Pompidou, Paris, 2. Fassung
- 1915: Zwei Mädchen, Tate Gallery, London
- 1920: Sommer, Mappe mit vier Lithographien zu Gedichten von Adolf von Hatzfeld, herausgegeben von der Galerie Alfred Flechtheim, Düsseldorf
- 1923: Mademoiselle Coco Chanel, Musée de l’Orangerie, Paris Abb.
- 1924: Mädchenbildnis (Öl auf Leinwand, 65 × 54 cm; Le Musée d’Art moderne et d’Art contemporain, Liège. Das Bild wurde 1937 aus dem Stadtmuseum Ulm als „entartete“ Kunst beschlagnahmt und wurde 1939 auf einer Auktion für 3100 SFr. erworben.)[24]
- 1925: Nancy Cunard, Privatsammlung
- 1948: Mädchen mit Blumen, Privatsammlung, New York